# Grad Šenek
Grad Šenek  (nemško Scheineck, Schönegg ) je nekdanji grad ali stolpasti grad, ki je najverjetneje stal nad Podvinom pri Polzeli ali na hribu nad današnjo graščino Šenek nad Polzelo v Savinjski dolini, ki je bil porušen že koncem prve polovice 15. stoletja. Vidne ruševine niso ohranjene, tako da njegova lokacija ni zanesljivo ugotovljena. 

## Zgodovina
Stolp ali stolpast grad so pozidali svobodni gospodje Žovneški  verjetno v začetku druge polovice 13. stoletja, saj so bili lastniki že ko je bil prvič omenjen v viru iz leta 1288 kot Castrum Scheinek. Upravljali so ga gradiščani oziroma na njem živeli žovneški vitezi. Kasneje se grad omenja leta 1308 kot turn Scheynek, 1379 kot Scheinek, 1385 Schewnek, 1423 pa kot turn Scheinegk. Grad je bil eden izmed žovneških alodialnih posesti, ki so jih Žovneški 1308 izročili Habsburžanom in takoj prejeli nazaj v fevd. Nazaj v svobodno last so jih Celjski prejeli šele leta 1425 od Habsburžana avstrijskega vojvode Ernesta Železnega.
Pred letom 1356 je bil kastelan žovneški vitez Leopold Raumschüssel. Po piscu Kronike grofov Celjskih je bil ta grad za časa bojev s Habsburžani leta 1439 med tistimi, ki so ga sami razdejali: »ain thurn ob Sannegk, Scheineck genandt«. Stolpni grad potem verjetno ni bil obnovljen. Po izumrtju moške linije Celjskih leta 1456, in po neuspelem boju Goriških s Habsburžani za dediščino Celjskih, kot tudi vdove kneza Ulrika II. Celjskega Katarine Branković s pomočjo Jana Vitovca, je tudi ta grad prešel v habsburške deželnoknežje roke. Leta 1458  je grad Šenek in urbar dobil v oskrbo Hans Pressinger. Leta 1453 ga nasledi Kozma Grabenski, njega pa 1479 Jakob Schrott in 1493 Lenart Raumschüssel s predikatom »von Scheinek«, potomec starih šeneških kastelanov, ki je tudi verjetno graditelj dvora predhodnika graščine Šenek. Leta 1529 se kot lastnik Šeneka (razvaljenega gradu) omenja Krištof Raumschüssel; grad ali ruševine pa se več ne omenjajo.